# Linarolo
Linarolo ist eine norditalienische Gemeinde (comune) mit 2795 Einwohnern (Stand 31. Dezember 2023) in der Provinz Pavia in der Lombardei. Die Gemeinde liegt etwa Kilometer von Pavia und ist Teil des Parco naturale lombardo della Valle del Ticino. Hier fließt der Ticino in den Po.

## Geschichte
Der Ort ist aus Dokumenten seit dem 12. Jahrhundert bekannt. 1872 wurde der Ortsteil Vaccarizza eingemeindet, der bis dahin eigenständig war.

## Verkehr
Durch die Gemeinde führen die frühere Strada Statale 234 Codognese von Pavia nach Cremona und die frühere Strada Statale 617 Bronese (heute jeweils Provinzstraßen) von Pavia nach Broni.